# 愛 (雕塑)

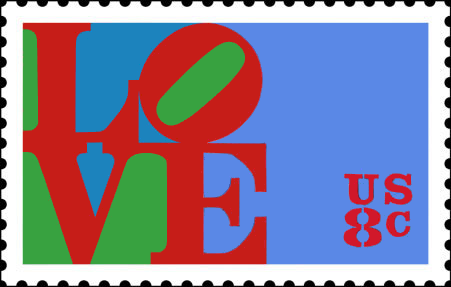
1973年美國郵票

愛（Love）是美國藝術家羅伯特·印第安納製作的一個流行藝術標誌。該標誌使用Didone字體寫出英文「LOVE」，其中「O」 呈傾斜，和「V」連成一線。最初的這一設計使用紅色字母和綠色及藍色背景。這一設計最初被用作現代藝術博物館在1965年的聖誕賀卡。該設計很快就開始流行，並登上美國郵票。1970年，印第安納波利斯藝術博物館展示了第一個該造型的雕塑。現在世界各地均有同樣外觀的雕塑。